# Darifénacine
La darifénacine, est une molécule utilisée comme médicament pour traiter l'hyperactivité vésicale et vendue entre autres sous le nom commercial Enablex.

## Mode d'action
C'est un anticholinergique qui aide la vessie à se détendre.

## Usage médical
La darifénacine est utilisée pour traiter l'hyperactivité vésicale. Le traitement est pris une fois par jour par voie orale. Les bénéfices sont généralement visibles dans les 2 semaines.

## Effets secondaires
Les effets secondaires courants incluent la bouche sèche et la constipation; d'autres effets secondaires peuvent inclure la toux, les douleurs vésicales, la vision floue, la rétention urinaire, l'essoufflement, le dysfonctionnement sexuel et l'hypertension artérielle,. L'utilisation est déconseillée pendant la grossesse.

## Histoire
La darifénacine a été approuvée pour un usage médical aux États-Unis et en Europe en 2004,. Il est disponible sous forme de médicament générique. Aux États-Unis, cela coûte environ 37 dollars américains par mois à partir de 2021. Au Royaume-Uni, ce traitement coûte environ 25 livres sterling au NHS.